# Tibetaanse sneeuwvink
De Tibetaanse sneeuwvink (Montifringilla henrici) is een zangvogel uit de familie van mussen en sneeuwvinken (Passeridae).

## Verspreiding en leefgebied
Deze soort is endemisch in Tibet.